# دون زيمرمان (لاعب اللاكروس)
دون زيمرمان (بالإنجليزية: Don Zimmerman)‏ هو لاعب اللاكروس أمريكي، ولد في 1953 في بالتيمور في الولايات المتحدة.